# Floris Vos
Floris Vos (Utrecht, 21 november 1871 — Naarden, 19 juli 1943) was agrarische ondernemer, leider van de Erfgooiers en een Nederlands Kamerlid.
Vos stamde uit een familie van Erfgooiers en volgde het gymnasium, waarna hij tot teleurstelling van zijn vader die arts was, geen medicijnenstudie ging volgen. Hij werkte aanvankelijk in de bosbouw, in onder meer Hongarije. Hij startte daarna samen met een compagnon de modelboerderij Hofstede Oud-Bussem in Bussum. Hij zette zich als Naarder actief in voor de oude Saksische, en in de 20ste eeuw nog steeds geldende rechten van de Erfgooiers (Gooise boeren) om van al hun gemeenschappelijke gronden in het Gooi gemeenschappelijk gebruik te blijven maken, en streed tegen inmenging van de gemeenten. Daardoor raakte hij in 1904 een dag in de gevangenis, wat er wel mede toe leidde dat de bijzondere Erfgooierswet van 1912 er kwam. Floris Vos werd als afgevaardigde van de stad Naarden in het bestuur van Stad en Lande van Gooiland opgenomen.
Uit protest tegen de tol op de rijksweg naar Amsterdam bij Muiden startte hij een eigen partij (de Middenpartij voor Stad en Land) die actie voerde tegen de (voorlopig) laatste tollen op Nederlandse wegen. Hij wist met dat thema een Kamerzetel te behalen. Zijn vriend en strijdmakker Clinge Doorenbos eerde hem op 1 januari 1929 in de Amsterdamse Stadsschouwburg, in de traditionele Nieuwjaarswens van Thomasvaer en Pieternel.
"Pieternel: Maar... als ik 't Floris Vos eens vroeg? Dat is een constructieve bol, De held van d 'overleden Muidertol!
Thomasvaer: Ja, dat is vlug in zijn werk gegaan! Nu d'andere tollen nog naar de maan! Dat vragen ... nee, dat eischen wij: Minister geef de wegen vrij!!
Vos had weinig inbreng in het parlement en verdween alweer na één periode.
- Biografisch Portaal: 10894102
- Parlement.com: vg09llc8idtu